# Kiischpelt
Kiischpelt è un comune del Lussemburgo settentrionale. Si trova nel cantone di Wiltz, nel distretto di Diekirch. Il capoluogo del comune è Wilwerwiltz; le altre località sono Alscheid, Enscherange, Kautenbach e Pintsch.
Il comune fu istituito il 1º gennaio 2006 dall'accorpamento dei comuni di Kautenbach e Wilwerwiltz, entrambi nel cantone di Wiltz. La legge istitutiva del comune fu approvata il 14 luglio 2005.